# Windows 11
Windows 11 es la versión más reciente del sistema operativo Windows desarrollado por Microsoft, además de ser el sucesor de la anterior versión del sistema operativo, Windows 10, lanzado en 2015. Fue lanzado oficialmente el 5 de octubre de 2021, como una actualización gratuita a través de Windows Update de Windows 10, y está disponible para aquellos equipos que cumplan con ciertas especificaciones técnicas requeridas del nuevo sistema operativo.
Microsoft promovió que Windows 11 habría mejorado el rendimiento y la facilidad de uso sobre Windows 10. Cuenta con cambios importantes en el Shell de Windows influenciados por el cancelado Windows 10X, incluido un menú Inicio rediseñado, el reemplazo de sus iconos dinámicos (Live Tiles) con un panel separado llamado «Widgets» con noticias e intereses, la capacidad de crear conjuntos de ventanas en mosaico que se pueden minimizar y restaurar desde la barra de tareas como grupo, y las nuevas tecnologías de juego heredadas de Xbox Series X y Series S, como Auto HDR y DirectStorage en hardware compatible. Internet Explorer está completamente eliminado y reemplazado por el navegador Microsoft Edge; mientras parte de Microsoft Teams está integrado en el Shell de Windows en la barra de tareas. Microsoft también anunció planes para ofrecer soporte a las aplicaciones de Android que se ejecutarán en Windows 11, con soporte para Amazon Appstore y paquetes instalados manualmente.
Citando nuevos mandatos de seguridad, Windows 11 tiene requisitos de hardware más estrictos que Windows 10, con Microsoft solo compatible con el sistema operativo con actualizaciones en dispositivos que usan una CPU Intel Core de octava generación o más reciente (con algunas excepciones), CPU AMD Ryzen basada en microarquitectura Zen + o más reciente, o Qualcomm Snapdragon 850 ARM sistema en chip o más reciente. También se requiere el arranque seguro UEFI y la compatibilidad con Trusted Platform Module (TPM) 2.0. Además, Windows 11 ya no es compatible con la arquitectura x86 de 32 bits o los sistemas que usan firmware del BIOS.
Windows 11 originalmente complicaba el cambio de navegador predeterminado, lo que dificultaba el uso de navegadores distintos al de Microsoft.
Debido a las prácticas monopolísticas de Microsoft, la Unión Europea ha forzado a Microsoft a permitir a los usuarios eliminar Microsoft Edge, Microsoft Bing y los anuncios para adecuarse al interés del público general.

## Pantalla azul de la muerte (BSOD)
En Windows 11, la pantalla azul de la muerte es reemplazada por una negra, (Black Screen of Death, BSOD) que presenta un diseño actualizado con un código QR para asistencia adicional.
Las causas más comunes incluyen:

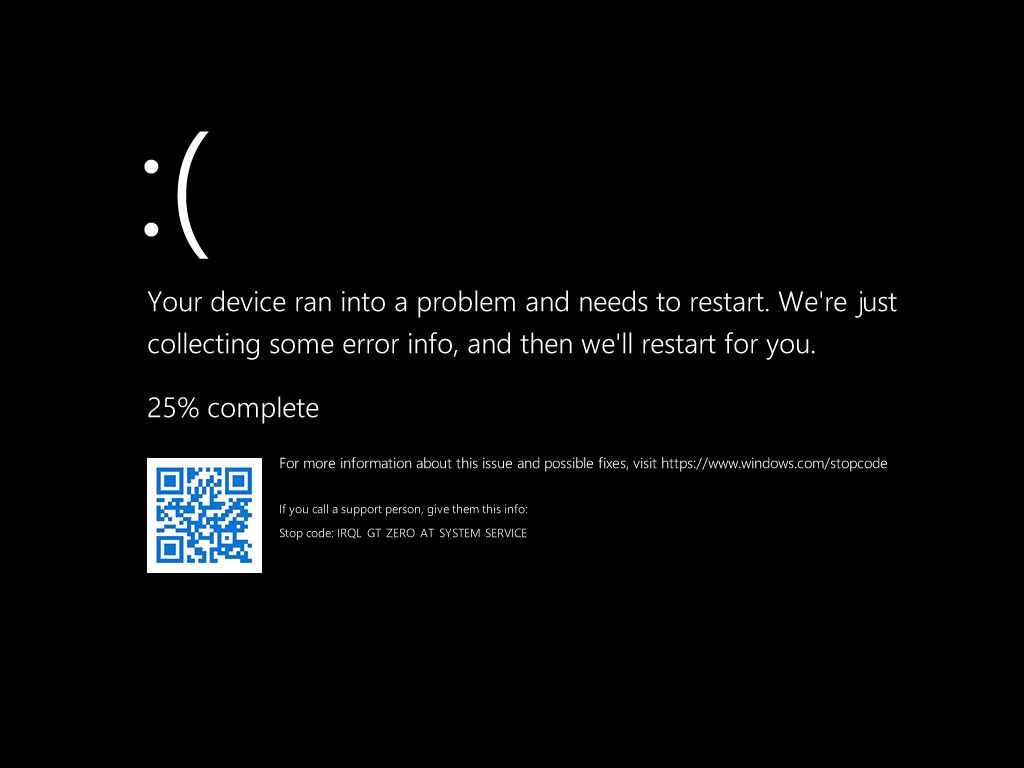
Ejemplo de BSOD en Windows 11.

- Controladores incompatibles o desactualizados.[15]
- Fallos de hardware, especialmente en unidades de almacenamiento o memoria.[16]
- Errores en el sistema de archivos o conflictos con software de terceros.[17]
- Problemas de estabilidad general en el sistema operativo.[18]

## Desarrollo
Después del lanzamiento de Windows 10, Microsoft mencionó que sería la última versión de Windows. Esto debido a que el sistema operativo sería considerado como un servicio, con nuevas compilaciones, que son actualizaciones que mejoran aspectos estéticos y de funcionamiento del sistema. Sin embargo, la especulación de una nueva versión o un rediseño de Windows surgió en enero de 2021, después de que Microsoft publicara una lista de trabajos que se refería a un "amplio rejuvenecimiento visual de Windows". Se informó que una actualización visual para Windows, desarrollada bajo el nombre en clave "Sun Valley", se configuró para volver a diseñar la interfaz de usuario del sistema.
El nombre de Windows 11 se publicó accidentalmente en un documento de soporte oficial de Microsoft en junio de 2021. Imágenes filtradas de una supuesta versión beta del escritorio de Windows 11 aparecieron en línea más tarde el 15 de junio de 2021, que fueron seguidas por una filtración de la compilación antes mencionada el mismo día. Las capturas de pantalla y la compilación filtrada mostraron una interfaz similar a la del cancelado Windows 10X, junto con una experiencia lista para usar (OOBE) rediseñada y la marca Windows 11. Microsoft confirmaría más tarde la autenticidad de la beta filtrada, con Panos Panay afirmando que era una "construcción extraña temprana".

### Anuncio
Durante la conferencia de desarrolladores Microsoft Build 2021, el consejero delegado de Microsoft, Satya Nadella anunció una nueva generación de Windows. Según su Keynote, él mismo ha estado trabajando internamente en el desarrollo durante varios meses. Además, mencionó sobre un próximo anuncio oficial. Una semana después del Build 2021, Microsoft comenzó a enviar invitaciones para un evento privado de Windows el 24 de junio de 2021 a las 11 a. m. hora del Este y compartió una imagen del logo de Windows con una luz y si se miraba con atención la imagen se podía ver un 11 reflejándose (con la hora siendo a las 11 y con la imagen que mostraba un 11 en el suelo empezaron los rumores sobre Windows 11). Posteriormente, Microsoft publicó en la cuenta oficial de Windows en YouTube un video de 11 minutos de duración (lo cual especula sobre el nombre de Windows 11) de los sonidos de inicio de Windows 95, XP y 7 en Slo-Fi Remix.
El 24 de junio de 2021 el sistema operativo Windows 11 fue anunciado en una videoconferencia en vivo con una duración de aproximadamente 45 minutos que comenzó a las 15:00 horas (GMT), en donde los temas principales fueron la interfaz, el manejo de las aplicaciones, la optimización para videojuegos y el rediseño de la Microsoft Store. Las sucesivas versiones en desarrollo (versiones beta) comenzaron a distribuirse de forma oficial por los canales de Windows Insider a partir del 28 de junio de 2021.

### Lanzamiento
El 28 de junio, Microsoft anunció el lanzamiento de la primera versión preliminar y SDK de Windows 11 para Windows Insiders.
El 31 de agosto de 2021, Microsoft anunció que Windows 11 se lanzaría el 5 de octubre de 2021. El lanzamiento sería gradual, y los dispositivos elegibles más nuevos recibirían primero la actualización.
Microsoft lanzó oficialmente Windows 11 el 4 de octubre de 2021 a las 2:00 p. m. PT, que fue el 5 de octubre en partes del mundo. Las actualizaciones a través de Windows Update son un despliegue gradual: Microsoft declaró que "esperan que a todos los dispositivos Windows 10 elegibles se les ofrezca la actualización a Windows 11 para mediados de 2022".
Su fecha de lanzamiento, más de seis años después del de Windows 10, hacen el tiempo de espera más largo entre dos versiones consecutivas de Windows, superando el tiempo entre Windows XP (lanzado en octubre de 2001) y Windows Vista (lanzado en enero de 2007).

## Características

### Interfaz y diseño
Windows 11 incorpora una interfaz de usuario basada en Fluent Design incluyendo translucidez, sombras, nueva paleta de colores, nuevos iconos y bordes redondeados en toda la interfaz del sistema. Un aspecto predominante del diseño es una apariencia conocida como "Mica", descrita como un "material opaco y dinámico que incorpora temas y fondos de escritorio para pintar el fondo de ventanas de larga duración, como aplicaciones y configuraciones". Gran parte de la interfaz y el menú de inicio se inspiran en gran medida en el ahora cancelado Windows 10X. La fuente Segoe UI se ha actualizado a una versión variable, mejorando su capacidad para escalar entre resoluciones de pantalla. Otros cambios en el sistema incluyen nuevos iconos del sistema, animaciones y sonidos. Windows 11 actualiza varios cuadros de diálogo del sistema, como la alerta "la batería se está agotando", entre otros.
El menú Inicio sufre un rediseño significativo que eliminando el uso de los lives tiles utilizados por Windows 8.x y 10 con una cuadrícula de aplicaciones "ancladas" y una lista de aplicaciones y documentos recientes. La Vista de Tareas, característica introducida en Windows 10, presenta un diseño renovado y admite la entrega de fondos de pantalla separados a cada escritorio virtual. La funcionalidad de ajuste de ventanas se ha mejorado con dos características adicionales; "diseños de ajuste" permite al usuario seleccionar un diseño predeterminado que desea usar para mosaico de múltiples ventanas en una pantalla. La disposición en mosaico de las ventanas se puede minimizar y restaurar desde la barra de tareas como un "grupo de instantáneas".
La Barra de tareas tiene los botones alineados al centro de forma predeterminada (con opción de alinearlo a la izquierda) y la posición de la barra de tarea están anclados permanentemente al borde inferior de la pantalla; no se puede mover a los bordes superior, izquierdo o derecho de la pantalla como en versiones anteriores de Windows. Ahora se accede a la barra de notificaciones haciendo clic en la fecha y hora (WIN + N), en cuanto a los interruptores de las acciones rápidas, así como controles de los iconos de sistemas (volumen, redes, batería) y del brillo de pantalla se ha movidos a una nueva ventana emergente que se muestra haciendo clic en la bandeja del sistema (WIN + A).
El explorador de archivos se actualizó para reemplazar su barra de herramientas de cinta llamada "Ribbon" con una barra de herramientas más tradicional y moderna; mientras que los menús contextuales se han rediseñado para mover tareas comunes (cortar, copiar, pegar, renombrar, compartir y eliminar) a una barra de herramientas en la parte superior del menú y ocultar las operaciones avanzadas en un menú de desbordamiento. 

### Servicios
El botón "Widgets" (WIN + W) en la barra de tareas muestra un panel lateral izquierdo con Microsoft Start, un agregador de noticias con historias y contenido personalizados (ampliando el panel "noticias e intereses" introducido en compilaciones posteriores de Windows 10). Microsoft Teams está integrado de manera similar con la barra de tareas, con una ventana emergente llamado "chats" que muestra una lista de conversaciones recientes.
La Microsoft Store, que sirve como un directorio unificado para aplicaciones y contenido, es rediseñada en Windows 11. Microsoft ahora permite a los desarrolladores distribuir Win32, aplicaciones web progresivas, y otras tecnologías de paquete en la Microsoft Store, junto con el estándar de las aplicaciones de Universal Windows Platform. Incluso añadirá el soporte de aplicaciones de Android por medio de la Amazon AppStore.
Las siguientes aplicaciones ya no se incluyen con Windows 11: Visor 3D, Cortana, Internet Explorer, OneNote para Windows 10, Paint 3D, Skype y Microsoft Pay.

### Mejoras táctiles
Windows 11 también presenta mejoras en las interacciones táctiles. Se elimina el modo tableta; en cambio, Windows se adaptará automáticamente cuando sea necesario. Se pueden usar gestos nuevos y mejorados en tabletas y pantallas táctiles. Las ventanas de aplicaciones ahora tienen objetivos táctiles más grandes y se organizarán automáticamente en vista dividida cuando se gire la pantalla.

### Subsistemas
Windows 11 cuenta con el llamado Subsistema de Windows para Linux (en inglés: Windows Subsystem for Linux (WSL)) que es una capa de compatibilidad desarrollada por Microsoft para correr ejecutables de Linux (en formato ELF) nativamente. Introducido anteriormente en Windows 10 y Windows Server 2019.
Por otra parte, si bien no está en la primera versión, en una próxima versión futura de Windows 11, programada para 2022, se permitirá a los usuarios instalar y ejecutar aplicaciones de Android en sus dispositivos utilizando el nuevo Subsistema de Windows para Android (en inglés: Windows Subsystem for Android (WSA)). Estas aplicaciones se pueden obtener desde Microsoft Store a través de Amazon Appstore. Esta característica requerirá que el PC tenga 8 GB de RAM o más para ejecutar las aplicaciones. Los usuarios también podrán instalar aplicaciones de Android a través de cualquier fuente utilizando el formato de archivo del paquete de aplicaciones de Android (APK). Actualmente dicha característica solo está disponible para usuarios que estén registrados y que posean las últimas compilaciones del programa Windows Insider.
A finales del 2024 Windows 11 creó la separación de subsistemas creando así los Ajustes del Subsistema de Linux

### Seguridad del sistema
Como parte de los requisitos mínimos del sistema, Windows 11 solo se ejecuta en dispositivos con un coprocesador de seguridad de TPM 2.0. Según Microsoft, el coprocesador TPM 2.0 es un "bloque de construcción crítico" para la protección contraataques de firmware y hardware. Además, Microsoft ahora requiere que los dispositivos con Windows 11 incluyan seguridad basada en virtualización (VBS), integridad de código protegida por hipervisor (HVCI) y arranque seguro integrado y habilitado de forma predeterminada. El sistema operativo también cuenta con protección de pila impuesta por hardware para los procesadores Intel y AMD compatibles para la protección contra exploits de día cero.
Al igual que su predecesor, Windows 11 también admite la autenticación multifactor y la autenticación biométrica a través de Windows Hello.

### Windows 11 SE
Anunciado el 9 de noviembre de 2021, edición exclusiva para dispositivos de gama baja vendidos en el mercado educativo y sucesor de Windows 10 S.
Esta edición del sistema operativo tiene 1TB de espacio en OneDrive de manera gratuita.
Está diseñado para ser gestionado a través de Microsoft Intune. Ha cambiado basándose en los comentarios de los educadores para simplificar la interfaz de usuario y reducir las "distracciones". Algunos ejemplos podrían ser que la función Snap Layouts no contenga diseños para más de dos aplicaciones a la vez, que todas las aplicaciones se abran maximizadas por defecto. Los widgets se están eliminando por completo.
Microsoft Edge está configurado por defecto para permitir las extensiones de la Chrome Web Store (principalmente para dirigirse a los que migran desde Chrome OS). Se incluye Microsoft Office para Microsoft 365, Minecraft Education Edition y Flipgrid, mientras que OneDrive se utiliza para guardar archivos por defecto. Windows 11 SE no incluye Microsoft Store; el software de terceros es aprovisionado o instalado por los administradores.

## Versiones
Las compilaciones de Windows Insider Preview se entregan a Insiders en cuatro canales diferentes. Los usuarios internos del canal Dev (canal de desarrollo) y Canary reciben actualizaciones antes que los del canal Beta, pero pueden experimentar más errores y otros problemas. Los iniciados en el canal de vista previa de la versión no reciben actualizaciones hasta que la versión está casi disponible para el público, pero son comparativamente más estables.
| Versión                                                                                       | Nombre clave  | Nombre comercial | Compilación | Fecha de lanzamiento     | Soporte hasta (y estado de soporte por color)            | Soporte hasta (y estado de soporte por color) | Soporte hasta (y estado de soporte por color) | Soporte hasta (y estado de soporte por color) |
| Versión                                                                                       | Nombre clave  | Nombre comercial | Compilación | Fecha de lanzamiento     | GCA                                                      | GCA                                           | LTSC                                          | LTSC                                          |
| Versión                                                                                       | Nombre clave  | Nombre comercial | Compilación | Fecha de lanzamiento     | - Home, Pro, SE, - Pro Education, - Pro for Workstations | - Education, - Enterprise, - IoT Enterprise   | Enterprise                                    | IoT Enterprise                                |
| --------------------------------------------------------------------------------------------- | ------------- | ---------------- | ----------- | ------------------------ | -------------------------------------------------------- | --------------------------------------------- | --------------------------------------------- | --------------------------------------------- |
| 21H2                                                                                          | Sun Valley    | —                | 22000       | 4 de octubre de 2021     | 10 de octubre de 2023                                    | 8 de octubre de 2024                          | —                                             | —                                             |
| 22H2                                                                                          | Sun Valley 2  | 2022 Update      | 22621       | 20 de septiembre de 2022 | 8 de octubre de 2024                                     | 14 de octubre de 2025                         | —                                             | —                                             |
| 23H2                                                                                          | Sun Valley 3  | 2023 Update      | 22631       | 31 de octubre de 2023    | 11 de noviembre de 2025                                  | 10 de noviembre de 2026                       | —                                             | —                                             |
| 24H2                                                                                          | Hudson Valley | 2024 Update      | 26100       | 1 de octubre de 2024     | 13 de octubre de 2026                                    | 12 de octubre de 2027                         | 9 de octubre de 2029                          | 10 de octubre de 2034                         |
| Leyenda: Versión antigua, no mantenida Versión anterior, aún mantenida Versión estable actual |               |                  |             |                          |                                                          |                                               |                                               |                                               |
| Notas: 1. 2. 3. 4. 5. 6. 7.                                                                   |               |                  |             |                          |                                                          |                                               |                                               |                                               |

## Ediciones
- Windows 11 Home
- Windows 11 Home Single Language
- Windows 11 SE
- Windows 11 Education
- Windows 11 Professional
- Windows 11 Professional Education
- Windows 11 Professional Workstation
- Windows 11 Professional Single Language
- Windows 11 Enterprise Multi-Session
- Windows 11 loT Enterprise LTSC
- Windows 11 Enterprise
- Windows 11 S Mode
- Windows 11 Mixed Reality
- Windows 11 Home N
- Windows 11 Professional N

## Requisitos del sistema
| Componentes                               | Mínimo |
| ----------------------------------------- | --- |
| Procesador                                | Intel Core de 8.ª Gen o superiores; AMD Zen+ o superiores, o Qualcomm Snapdragon 850 o superiores, el cual debe ser 64 bits compatible (x86-64 o ARM64) con al menos 1 GHz de frecuencia de reloj con soporte para instrucciones SSE 4.2 y al menos 2 núcleos (Recomendado 4 núcleos). |
| Memoria (RAM)                             | Al menos 4 GB (Recomendado 8GB). |
| Espacio de almacenamiento                 | Al menos 64 GB |
| Firmware del sistema                      | UEFI |
| Seguridad                                 | Arranque seguro, habilitado de forma predeterminada |
| Seguridad                                 | Módulo de plataforma de confianza (TPM) versión 2.0 |
| Tarjeta gráfica                           | Compatible con DirectX 12 o posterior con controlador WDDM 2.0 |
| Monitor                                   | Pantalla de alta definición (720p) de más de 9 en diagonal, 8 bits por canal de color |
| Touchpad                                  | Panel táctil de precisión para soportar los gestos del sistema operativo |
| Conexión a Internet y cuenta de Microsoft | Se requiere una conexión a Internet y una cuenta de Microsoft para completar la configuración inicial en Windows 11 Home y Pro (a partir de la versión 22H2). |

| Característica                           | Requerimientos |
| ---------------------------------------- | --- |
| Soporte 5G                               | Módem con capacidad 5G |
| HDR automático                           | Monitor con capacidad HDR |
| Autenticación biométrica y Windows Hello | Cámara de infrarrojos iluminada o lector de huellas dactilares                                                                        |
| BitLocker para llevar                    | Unidad flash USB (disponible en Windows 11 Pro y ediciones superiores)                                                                |
| Hyper-V                                  | Traducción de direcciones de segundo nivel (SLAT)                                                                                     |
| DirectStorage                            | Unidad de estado sólido NVMe con al menos 1 terabyte de almacenamiento y una tarjeta gráfica DirectX 12 Ultimate con Shader Model 6.0 |
| DirectX 12 Ultimate                      | Disponible con juegos y tarjetas gráficas compatibles                                                                                 |
| Sonido espacial                          | Soporte de hardware y software |
| Autenticación de dos factores            | Uso de PIN, autenticación biométrica o un teléfono con capacidades de Wi-Fi o Bluetooth                                               |
| Reconocimiento de voz                    | Micrófono |
| Compatibilidad con Wi-Fi 6E / 7          | Nuevo hardware y controlador WLAN IHV, AP / enrutador compatible con Wi-Fi 6E / 7                                                     |
| Proyección de Windows                    | Adaptador de Wi-Fi compatible con Wi-Fi Direct, WDDM 2.0                                                                              |
| IA y Copilot                             | 16GB RAM / NPU / Algunas funciones IA solo son compatibles con dispositivos Surface y procesadores Snapdragon                         |
| Pantalla táctil y entrada                | Pantalla táctil de al menos 9 pulgadas para usar las funciones de interacción así como lápices táctiles                               |

Los requisitos básicos del sistema de Windows 11 son similares a los de las últimas versiones de Windows 10. Sin embargo, Windows 11 sólo admite sistemas de 64 bits, como los que utilizan un procesador x86-64 o ARM64; Se ha eliminado el soporte para procesadores IA-32. También se incrementaron los requisitos mínimos de RAM y almacenamiento; Windows 11 ahora requiere al menos 4 GB de RAM y 64 GB de almacenamiento. El modo S solo es compatible con la edición Home de Windows 11. A partir de junio de 2021, sólo se admiten procesadores (Intel Core de 8.ª Gen, 9.ª Gen, 10.ª Gen y 11.ª Gen) y superiores; AMD Zen+ y superiores, y Qualcomm Snapdragon 850 y superiores. Windows 11 exigirá que la mayoría de los computadores portátiles tengan un panel táctil de precisión para poder soportar los gestos del sistema operativo con más fluidez, algo que ha sido criticado por HP, al ver que algunos modelos de gama alta podrían no tener este tipo de hardware.
El BIOS heredado ya no es compatible; ahora se requiere un sistema UEFI con arranque seguro y un coprocesador de seguridad TPM 2.0. El requisito de TPM en particular ha generado confusión, ya que muchas placas base no tienen soporte TPM, requieren que un módulo TPM compatible se instale físicamente en la placa base o tienen un TPM integrado en el firmware de la CPU o en el nivel de hardware que está deshabilitado de forma predeterminada que requiere cambiar la configuración en UEFI de la computadora para habilitar.
A partir de la futura versión 2024 de Windows 11 se incluiran funciones relacionadas con IA dentro del sistema operativo y el asistente Copilot, siendo requisito para usar estas nuevas funciones contar con 16GB de Ram y las funciones como IA Explorer solo estaran disponibles para procesadores Snapdragon X Elite basados en ARM

### Activación
En Windows 11 se denomina autorización digital al método de activación antes conocido como licencia digital. Este método y la clave del producto siguen estando vigentes. Usar uno u otro dependerá del modo en el que se ha obtenido el producto. Para mostrar la clave de producto se puede recurrir a la función PowerShell, a la línea de comandos del sistema e incluso a herramientas de terceros. Por su parte, la activación mediante autorización es más sencilla.

## Funciones eliminadas en el Shell de Windows
Se han quitado las siguientes partes del shell de Windows:
- Estado rápido de la pantalla de bloqueo
- Modo tableta
- La función Línea de tiempo en la Vista de tareas
- La opción Guardar búsqueda en el Explorador de archivos
- Aero Peek

Además:
- El teclado táctil ya no se acopla en pantallas de más de 18 pulgadas.
- Windows ya no sincroniza los fondos de escritorio entre dispositivos con una cuenta de Microsoft

### Menú Inicio
Algunas funciones del menú Inicio se eliminaron y se reemplazaron por otras características.
- Grupos
- Iconos dinámicos (la aplicación Widgets proporciona partes de lo que una vez proporcionaron los iconos dinámicos de las aplicaciones UWP).
- El menú de inicio ya no puede aumentarse o estirarse de tamaño, solo se puede personalizar la cantidad iconos que pueden anclarse a partir de la versión 22H2 (2022 Update)

### Barra de tareas
Se han eliminado las siguientes características de la barra de tareas:
- Compatibilidad para mover la barra de tareas a la parte superior, izquierda o derecha de la pantalla
- Soporte para cambiar el tamaño de la barra de tareas o sus iconos.
- El botón "Personas" ha sido sucedido por el botón "Chat" impulsado por Microsoft Teams
- Noticias e intereses ha sido sucedido por el panel "Widgets".
- Todas las configuraciones y accesos directos en el menú contextual de la barra de tareas se han eliminado, y reemplazado por un acceso directo al área de configuración de la barra de tareas de la aplicación Configuración.
- Los controles flotantes de red y audio se han consolidado en un nuevo control flotante de configuración.
- Compatibilidad con componentes de barra de tareas de terceros
- La opción de ocultar o personalizar iconos individuales de la bandeja del sistema (solo se pueden ocultar o mostrar iconos de terceros)
- Soporte para lanzar otra instancia de una aplicación a través de Mayús + clic izquierdo (el clic central aún funciona)
- Las ventanas siempre se combinan en grupos con etiquetas ocultas.

### Componentes de Windows
- La compatibilidad con procesadores de 32 bits y dispositivos basados en BIOS, sin embargo sigue siendo posible instalar apps de 32 bits en Windows 11
- Las apps construidas en 16bits ya no pueden ejecutarse en compatibilidad
- Internet Explorer fue eliminado totalmente del sistema y se reemplaza con el motor IE de Edge
- SMBv1 ya no se podrá hacer uso de este protocolo LAN a partir de 2022 Update, por motivos de seguridad
- Visor 3D, OneNote para Windows 10, Paint 3D ya no vienen instaladas en el sistema
- WordPad será retirado de los componentes de Windows a finales de 2023
- El Asistente de voz Cortana, según anuncio Microsoft, sería descontinuado, su sustituto (que llegará al programa Insider en verano) será Windows Copilot, una IA basada en ChatGPT[51](Se puede usar en su versión de vista previa en la versión 23H2).

## Funciones reincorporadas y agregadas

### 22H2 (2022 Update)
- Desbordamiento de la barra de tareas
- Desactivar sugerencias barra de búsqueda
- Miniaturas de carpetas
- Más personalización en el menú inicio, ahora se puede elegir entre tres diseños con más o menos pins además de poder crear carpetas
- SmartApp Control en Windows Defender
- Soporte para chips de seguridad Pluton
- Ahora para seleccionar varios elementos en el explorador es CTRL+A ya no CTRL+E

### Momento 1
- Pestañas en el explorador de archivos
- Nuevo administrador de tareas
- La app Fotos es compatible con el iPhone
- Acciones sugeridas

### Momento 2
- Grabación de pantalla en la herramienta Recortes
- Accesibilidad mejorada con pantallas en braille
- Windows Studio Effects (Dispositivos Surface)
- Cuadro de búsqueda en la barra de tareas
- Task manager regresa al menú contextual de la barra de tareas
- Bloc de notas con pestañas
- Este equipo, ya no muestra las carpetas de Documentos, Música, Descargas e Imágenes, solo las unidades y dispositivos conectados

### Momento 3
- Cambios en la sección Widgets ahora se pueden ampliar a pantalla completa
- Teclas de acceso para el menú contextual
- Nuevos idiomas para subtítulos en vivo, entre ellos el español
- Soporte para USB4
- Ajustes adicionales para dispositivos biométricos
- Arrastrar y soltar en la barra de tareas

### Momento 4
- Rediseño en el explorador de Windows, colocando debajo de las pestañas la barra de direcciones
- Paint y fotos con IA
- Nueva app de copias de seguridad
- Nuevas voces para narrador
- Mejoras en Windows Hello y reconocimiento facial

### 23H2 (2023 Update)
- Copilot (Bing Chat) reemplaza a Cortana como asistente personal
- Ahora se pueden colocar los segundos al reloj
- Descompresión nativa de archivos RAR y ZIP
- Se puede desagrupar la barra de tareas como en las versiones anteriores de Windows
- Mezclador de volumen renovado
- Chat será reemplazado por una versión completa de Teams
- Reconocimiento de escritura con lápiz táctil en cuadros de diálogo
- Soporte para RGB nativo

### 24H2 (2024 Update)
- Windows Share
- Mejoras voice access y narrador
- Control RGB desde Windows
- Copilot
- Segundos del reloj
- Menú de ajustes rápidos mejorado
- Windows Recall
- Wifi 7 y Bluetooth LE
- Retirada de WordPad del sistema
- Actualizaciones sin necesidad de reiniciar